# 元代代木町
元代代木町（日语：／ Moto-yoyogichō */?）是東京都澀谷區的町名。2017年12月1日為止的人口有3,609人。郵遞區號為151-0062。

## 地理
位於澀谷區西北部。北臨初台，東接代代木，南連上原，西通西原。町內主要為住宅區，一部分是連接代代木上原的高級住宅區，並有大使館坐落於此。町域東南端有小田急線代代木八幡站與東京地下鐵千代田線代代木公園站。町域東邊有南北向的幹道山手通。

## 歷史
元代代木町在町名變更前稱「代代木本町」，當時町域還包括代代木八幡宮（現在代代木5丁目）等地區。

## 設施
- 越南大使館
- 元代代木郵便局
- 元代代木保育園
- シオン幼稚園
- 應慶寺

## 備註
1. ↑  .   [2013-10-17]. （原始内容存档于2013-10-13）.